# Institut national de réhabilitation et de protection sociale de Corée
L'Institut national de réhabilitation et de protection sociale de Corée (en hangul :한국복지대학교) est un établissement national de 1er cycle universitaire de Corée du Sud située à Pyeongtaek dans le Gyeonggi.